# Edmund Staszyński
Edmund Staszyński (ur. 1924, zm. 2005) – polski pedagog, docent, rektor Wyższej Szkoły Pedagogicznej w Kielcach (1972–1981).

## Życiorys
W 1954 roku ukończył studia w Instytucie Pedagogicznym w Leningradzie. Tam też siedem lat później uzyskał stopień kandydata nauk. W 1969 roku Rada Wydziału Psychologii i Pedagogiki Uniwersytetu Warszawskiego nostryfikowała stopień ten jako doktorat z zakresu nauk humanistycznych. W 1970 roku podjął pracę w Wyższej Szkole Nauczycielskiej w Kielcach, zostając najpierw jej pierwszym prorektorem (1970–1972), a 1 października 1972 roku – rektorem. W trakcie jego kadencji WSN przekształcono w Wyższą Szkołę Pedagogiczną (1973), a później nadano jej imię Jana Kochanowskiego (1979). Funkcję rektora pełnił do 30 września 1981. Ponadto przez 13 lat był kierownikiem i dyrektorem Zakładu i Instytutu Pedagogiki w WSP (1970–1983). Na emeryturę przeszedł w 2004 roku.